# Senat Voscherau I
Der Senat Voscherau I bildete vom 8. Juni 1988 bis zum 26. Juni 1991 die Hamburger Landesregierung.
| Amt                                                     | Name              | Partei | Partei |
| ------------------------------------------------------- | ----------------- | ------ | ------ |
| Erster Bürgermeister                                    | Henning Voscherau |        | SPD    |
| Zweiter Bürgermeister                                   | Ingo von Münch    |        | FDP    |
| Behörde für Wissenschaft und Forschung Kulturbehörde    | Ingo von Münch    |        | FDP    |
| Finanzbehörde                                           | Hans-Jürgen Krupp |        | SPD    |
| Justizbehörde                                           | Wolfgang Curilla  |        | SPD    |
| Bevollmächtigter beim Bund                              | Horst Gobrecht    |        | SPD    |
| Behörde für Schule und Berufsbildung und Amt für Jugend | Rosemarie Raab    |        | SPD    |
| Behörde für Arbeit und Soziales und Gesundheitsbehörde  | Ortwin Runde      |        | SPD    |
| Baubehörde                                              | Eugen Wagner      |        | SPD    |
| Behörde für Inneres                                     | Werner Hackmann   |        | SPD    |
| Umweltbehörde                                           | Jörg Kuhbier      |        | SPD    |
| Behörde für Wirtschaft, Verkehr und Landwirtschaft      | Wilhelm Rahlfs    |        | FDP    |